# (26997) 1997 YJ5
1997 واي جاي 5 (ويعرف أيضًا باسم (26997) 1997 واي جاي 5 وفق تسمية الكوكب الصغير) (بالإنجليزية: 1997 YJ5)‏ هو كويكب ضمن حزام الكويكبات؛ وترتيبه 26997 من حيث الاكتشاف.
اكتُشف هذا الجُرم الفلكي بواسطة تاكاو كوباياشي في 25 ديسمبر 1997.

## وصلات خارجية
- (26997) 1997 YJ5 في قاعدة بيانات مختبر الدفع النفاث لأجرام النظام الشمسي الصغيرة

- الاكتشاف · مخطط المدار ·  العناصر المدارية · المعلمات المادية

- (26997) 1997 YJ5 على موقع ويكي سكاي: DSS2, SDSS, GALEX, IRAS, Hydrogen α, X-Ray, Astrophoto, Sky Map, Articles and images